# 街田しおん
街田 しおん（まちだ しおん、1971年11月30日 - ）は、日本の女優。所属事務所は太田プロダクション。かつてはボックスコーポレーションに所属していた。
兵庫県出身。身長168cm。血液型A型。特技は水泳、カンフー、ゴルフ、日舞、英会話。
甲南女子大学文学部英文科を卒業。商社勤務、モデルを経て女優へ。　　　
2013年に結婚。

## 出演

### テレビドラマ
- ナチュラル 愛のゆくえ（1996年、日本テレビ） - 上原里美 役
- フェイス（1997年、フジテレビ） - 木村友美 役
- ラブ・アゲイン（1998年、TBS） - 勝田博子 役
- ハッピーマニア（1998年、フジテレビ） - 梅本みどり 役
- 古畑任三郎 第3シリーズ  第6話「絶対音感殺人事件」（1999年5月18日、フジテレビ） - 滝川ルミ 役
- らせん（1999年、フジテレビ）
- TEAM 第10話・最終話（1999年、フジテレビ）
- NHKドラマ館　レガッタ〜国際金融戦争（1999年、NHK）
- ショカツ（2000年、フジテレビ）
- レッド（2001年、フジテレビ） - 杉田成子 役
- 金曜エンタテインメント 電話オペレーター三人娘のOL事件簿（2002年、フジテレビ） - 菊池瑠美 役
- ラブコレクション（2003年、テレビ朝日）
- よい子の味方（2004年、TBS） - 田代伶子 役
- アリバイの彼方に3「防犯システムを欺く完全犯罪！」（2004年、フジテレビ） - 北沢正美 役
- 多摩南署たたき上げ刑事・近松丙吉4「細い赤い糸」（2004年、テレビ東京） - 国安理香 役
- 弁護士晴枝・法律の落とし穴（2004年、BSジャパン） - 紺野あずさ 役
- 土曜ワイド劇場 混浴露天風呂連続殺人25「角館〜乳頭温泉〜男鹿 愛欲殺人旅行！混浴外国人留学生秘湯めぐり」（2006年1月21日、テレビ朝日） - 川島千絵 役
- ウーマンズ・アイランド〜彼女たちの選択〜（2006年2月24日、日本テレビ）
- 医龍-Team Medical Dragon- 第1話（2006年、フジテレビ）
- ブスの瞳に恋してる 第12話（2006年、フジテレビ）
- ドラゴンフライ（2006年、WOWOW） - サユリ 役
- ヒミツの花園（2007年、フジテレビ）
- 長い長い殺人 第1章「刑事の財布」（2007年、WOWOW） - 葛西路子 役
- 月曜ゴールデン 捜し屋★諸星光介が走る！4（2008年6月2日、TBS） - 白石圭子 役
- ルパンの消息（2008年、WOWOW） - 嶺舞子 役
- 水曜ミステリー9 湯けむりドクター華岡万里子の温泉事件簿4「天狗の神隠し」（2008年10月29日、テレビ東京） - 篠原恵理子 役
- ケータイ捜査官7　第37話（2009年、テレビ東京） - 竜沢馬琴 役
- 伝染るんです。 斎藤さんの巻（2009年、BeeTV） - 大家 役
- ラストメール2～いちじく白書～ 第6話（2009年11月19日、テレビ朝日） - 朝比奈巴 役
- 歌セラ 第12回「ふぞろいの妊婦たち」（2010年、TUY・TBC・HBCほか） - アンジー 役
- 冬のサクラ 第6話（2011年、TBS） - 看護師 役
- 山村美紗サスペンス 赤い霊柩車シリーズ27「魔女の囁き」（2011年、フジテレビ） - 宮前由紀 役
- 背の眼（2012年3月31日、BS日テレ） - 白い女 役
- プラチナタウン（2012年、WOWOW） - 熊沢紀子 役
- ネオ・ウルトラQ 第10話「ファルマガンとミチル」（2013年、WOWOW） - 矢代ミチルの母 役
- プラチナエイジ（2015年、東海テレビ） - 伊佐山周子 役
- コウノドリ 第8話（2015年12月4日、TBS） - 藤田 役
- 彼女が恋した職人さん〜マリーは匠に首ったけ〜[2]（2016年1月6日、テレビ東京） - 友禅作家の娘 役
- 家族ノカタチ（2016年、TBS） -  宮間の妻 役
- 家政夫のミタゾノ 第1シリーズ最終話（2016年12月9日、テレビ朝日） - 大森 役
- 月曜名作劇場 刑事夫婦3（2017年2月27日、TBSテレビ） - 佐々木ふみ 役[3]
- ボイスⅡ 110緊急指令室 第4話（2021年7月31日、日本テレビ） - 上野早苗 役
- 相棒 season20 第13話「死者の結婚」（2022年1月26日、テレビ朝日） - 松尾紗月 役
- 警視庁・捜査一課長 season6 第1話・第2話（2022年4月14日・21日、テレビ朝日） - 時岡江留奈 役
- 雪女と蟹を食う 第10話（2022年9月10日、テレビ東京） - 空知由美 役
- リバーサルオーケストラ 第2話・第4話（2023年1月18日・2月1日、日本テレビ） - 上条あかり 役
- Dr.チョコレート 第4話（2023年5月13日、日本テレビ） - 横山有子 役
- あきない世傳 金と銀（NHK BS、NHK BSプレミアム4K） - お房 役
  - あきない世傳 金と銀（2023年12月8日 - 2024年2月2日）
  - あきない世傳 金と銀2（2025年4月6日 - 5月25日）[4][5]
- 正直不動産スペシャル（2024年1月3日、NHK総合・NHK BSプレミアム4K） - 希志和子 役[6][7]
- ハコビヤ 第6話（2024年2月16日、テレビ東京） - 早坂由美（満男の母） 役[8]
- 黄金の刻〜服部金太郎物語〜（2024年3月30日、テレビ朝日） - 𠮷川ふく 役[9]
- オクラ〜迷宮入り事件捜査〜 第6話（2024年11月12日、フジテレビ） - 料亭の女将 役
- D&D〜医者と刑事の捜査線〜 第5話（2024年11月15日、テレビ東京） - 大城由里 役[10]
- ショートドラマSP 犬系男子（2025年3月22日、朝日放送テレビ）[11]
- ソロ活女子のススメ5 第9話（2025年5月29日、テレビ東京）- ガイド 役[12]

### 映画
- 狗神（2001年1月27日公開、原田眞人監督） - 坊之宮園子 役
- 突入せよ! あさま山荘事件（2002年5月11日公開、原田眞人監督） - 里見品子 役
- Liiy's Blue（2003年、阪本善尚・園木美夜子監督） - 主演
- アローハ！（2003年、池内万作監督） - ヒロイン
- 記憶の庭（2003年、遠藤一平監督）
- 瞬間エターナル（2003年、齋藤精二監督） - ヒロイン
- 胸キュンBomb！（2004年公開、セツダトモイチロウ監督）
- ドラゴンヘッド（2003年8月30日公開、飯田譲治監督） - 美香 役
- LONGINUS （2004年、北村龍平監督） - 負傷兵 役
- 奥沢時間（2004年、渡部武彦監督） - 主演
- ラブキルキル（2004年8月公開、西村晋也監督） - 前嶋サユリ 役
- 自由戀愛（2005年9月公開、原田眞人監督） - 盤井頼子 役
- ホールインワン 女子ゴルファー千春（2006年11月公開、加藤文明監督） - 永松祥子 役
- 奇跡は空から降ってくる（2006年、明石知幸監督） - 桧山由紀 役
- アネモネ（2006年、大江利哉監督） - 主演
- 楽園 -流されて-（2006年1月28日公開、亀井亨監督） - 主演・多々野恵理香 役
- WARU（2006年2月25日公開、三池崇史監督） - 藤崎あや子 役
- 風雲児 長者番付に挑んだ男（2006年6月10日公開、石原興監督） - 杉本麻美 役
- 全身と小指（2006年7月25日公開、堀江慶監督） - ユリ 役
- 大日本人（2007年6月2日公開、松本人志監督） - 大佐藤の元妻 役
- 1303号室（2007年10月公開、及川中監督） - 杉内幸子 役
- 哀憑歌 〜CHI-MANAKO〜（2008年3月公開、金丸雄一監督） - 水野レポーター 役
- Baby's Breath 〜ママになろうよ〜（2008年4月公開、金丸雄一監督） - 直美 役
- カメレオン（2008年7月公開、阪本順治監督） - 緑川由紀江 役
- ヒトリマケ（2008年10月18日公開、四季涼監督） - 主演・荻野耳あけみ 役
- 学校裏サイト（2009年7月公開、福田洋平監督） - 相沢京子 役
- 後ろから前から（2010年2月公開、増本庄一郎監督） - 町田真知子 役
- 八月の二重奏（2010年10月公開、田口仁監督） - 菅原明美 役
- 刹那（2011年4月公開、笠原正夫監督） - 友田美奈子 役
- 探偵はBARにいる（2011年9月10日公開、橋本一監督） - 近藤京子 役
- 犬と首輪とコロッケと（2012年1月公開、長原成樹監督） - 松下洋子 役
- RETURN ハードバージョン（2013年8月公開、原田眞人監督）
- コンビニ夢物語（2016年3月公開、松生秀二監督） - 若女将 役

### オリジナルビデオ
- 白竜4 赤絨毯の死闘（2007年） - 七瀬奈津子(衆議院議員海野波彦の秘書) 役 ※友情出演
- 悪党ジョーカー（2007年） - 涼子 役
- 悪党ジョーカーVOL.2 現金に体を張れ！（2007年） - 涼子 役
- 愛しのOYAJI（2007年） - 南千景 役
- 組長×射殺（2007年） - 萩原良江 役
- 高レート裏麻雀列伝 むこうぶち6 女衒打ち（2009年） - 麗華 役

### 舞台
- ジャンパーズ シアターΧ（2003年）
- ダニーと紺碧の海 スフィアメックス（2003年） - ヒロイン
- キバコの会第二回公演「フォトジェニック」（2010年4月14日 - 18日、ザ・スズナリ）
- M-DEFI 第2回公演「スキャンダル〜二階堂零二の憂鬱」（2010年5月19日 - 23日、SPACE107）
- キバコの会第三回公演「ギターを待ちながら」（2012年2月8日 - 19日、赤坂レッドシアター）

### WEB
- アネモネ
- KDDIネットドラマ「サクラ咲く頃に」（2002年7月配信）
- 携帯シネマ「HEART BEAT FREAKS」（2006年6月配信、遠藤一平監督） - 母・えつこ 役

### 雑誌
- 映画雑誌 FLiXフリックス〈しおん・イチオシ〉連載（2003年1月号 - 2005年5月号）

### ラジオ
- ポップ・ライブラリー

### テレビ番組
- Music B.B.（1999年） - ナビゲーター
- USJ映画研究所（2003年、WOWOW）
- スカパー!パーフェクト・チョイス「CCBニュース」（チャンネル161・162・171〜174） - 青山美咲 役
- しおんのムービーデリバリー（2004年1月 - 2005年5月、カミングスーンTV）
- 不幸の法則（日本テレビ VTR出演） - 幸枝 役
- めざましテレビ公認 わがまま!気まま!旅気分『グルメと世界遺産の街・華やぎのマカオの旅』（2008年5月31日、BSフジ / 6月7日、テレビ愛媛）

### CM
- 三洋電機 デジタルカメラ（2000年）
- サントリー BOSS BLACK（2000年）
- ライコス ジャパン（2001年）
- AOL with Docomo NTT（2001年）
- スタッフサービス「リストラ編」（2002年）
- P&G パンテーン シャンプー・リンス（2003年）
- TBS・日興コーディアル 「アンドレリュウコンサート」（2003年）
- 愛、地球博 NEDO 企業フイルム（2005年3月 - 9月）
- UCカード『酒屋篇』（2005年4月 - 7月）
- ミツカンぽんしゃぶごましゃぶ （2005年10月 - 2006年2月）